# Specie di Lamponidae
Di seguito sono descritte tutte le 192 specie della famiglia di ragni Lamponidae note a giugno 2014.

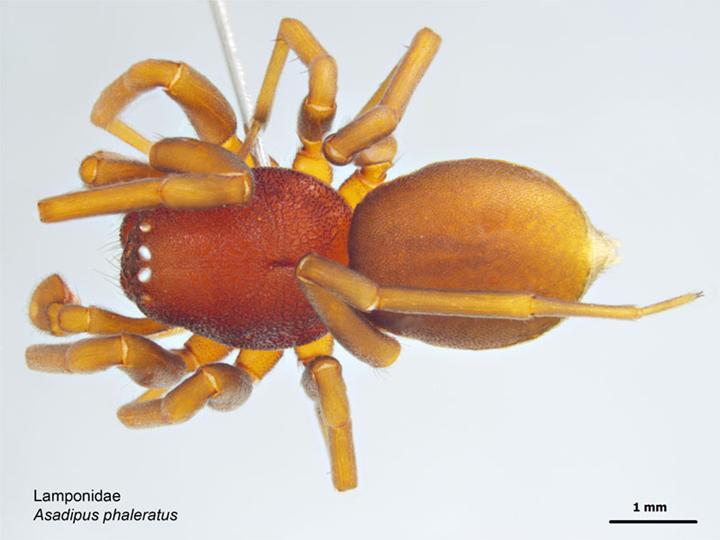
Asadipus phaleratus

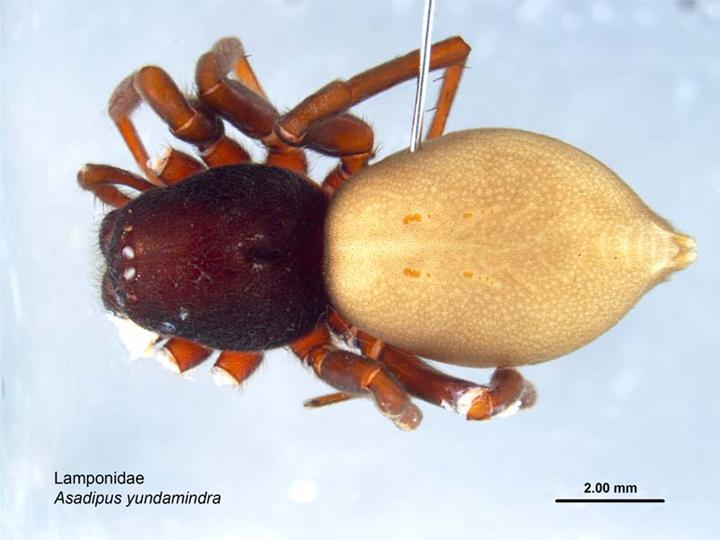
Asadipus yundamindra

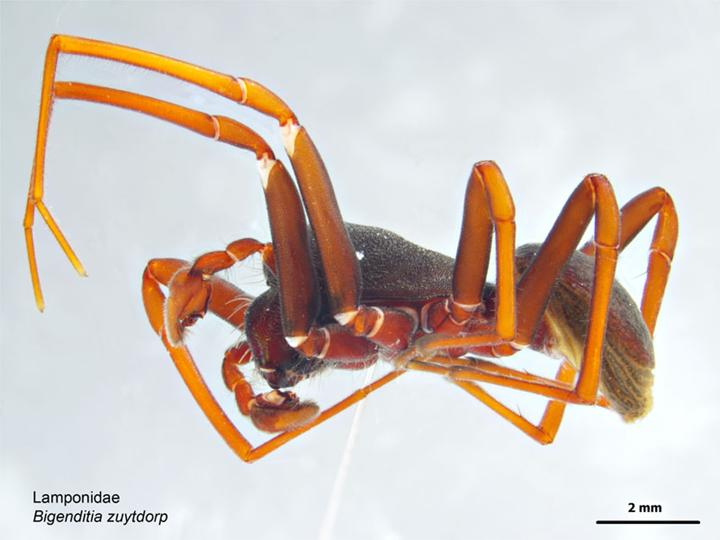
Bigenditia zuytdorp

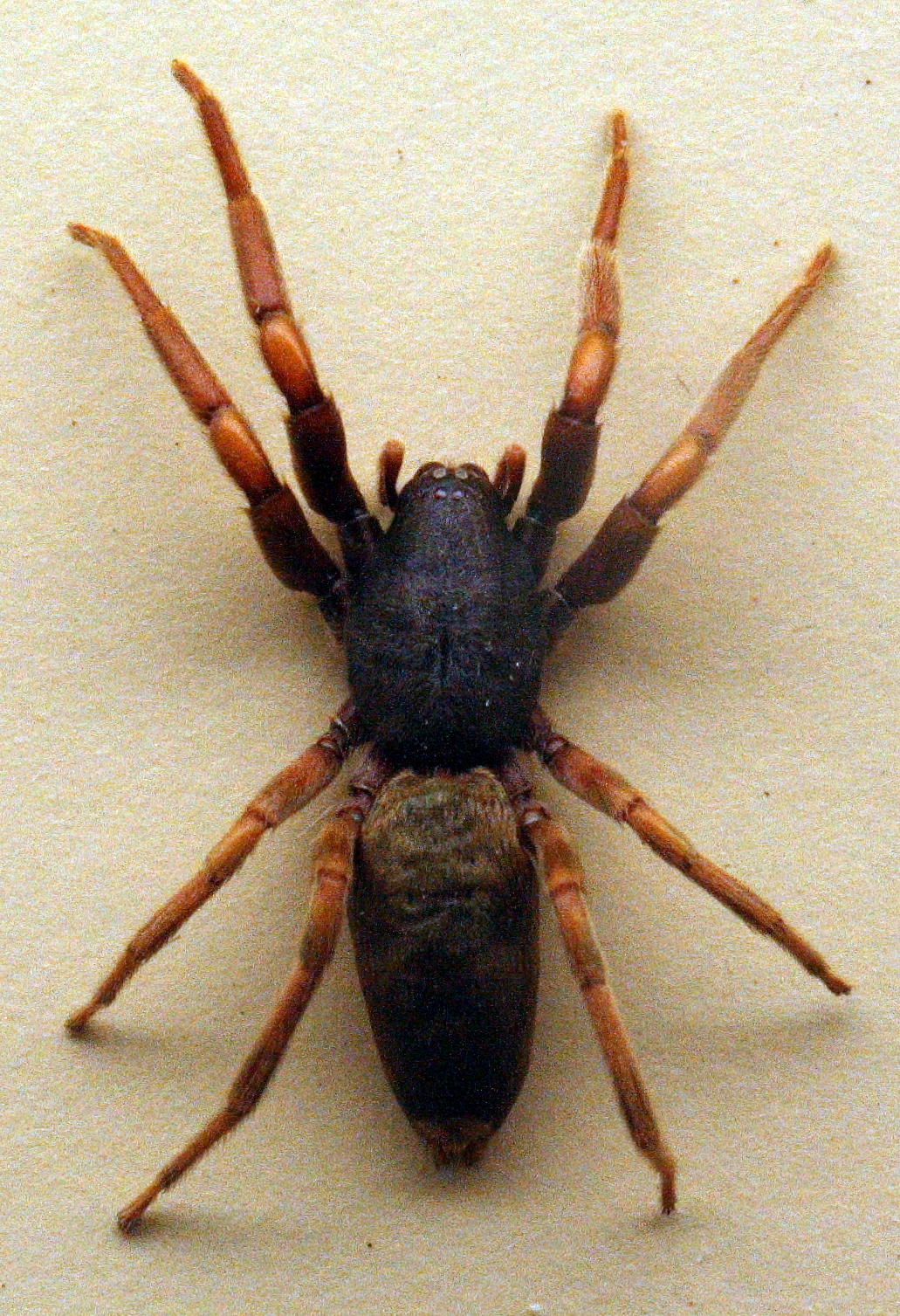
Lampona cylindrata

## Asadipus
Asadipus Simon, 1897
- Asadipus areyonga Platnick, 2000 — Territorio del Nord, Queensland
- Asadipus auld Platnick, 2000 — Australia occidentale, Australia meridionale
- Asadipus banjiwarn Platnick, 2000 — Australia occidentale
- Asadipus baranar Platnick, 2000 — Australia occidentale
- Asadipus barant Platnick, 2000 — Australia occidentale
- Asadipus barlee Platnick, 2000 — Australia occidentale
- Asadipus bucks Platnick, 2000 — Australia meridionale, Victoria
- Asadipus cape Platnick, 2000 — Australia occidentale
- Asadipus croydon Platnick, 2000 — Queensland
- Asadipus humptydoo Platnick, 2000 — Territorio del Nord
- Asadipus insolens (Simon, 1896) — Queensland
- Asadipus julia Platnick, 2000 — Territorio del Nord, Queensland
- Asadipus kunderang Platnick, 2000 — Australia
- Asadipus longforest Platnick, 2000 — Australia meridionale, Victoria, Tasmania
- Asadipus mountant Platnick, 2000 — Australia occidentale
- Asadipus palmerston Platnick, 2000 — Territorio del Nord
- Asadipus phaleratus (Simon, 1909) — Australia occidentale, Australia meridionale, Queensland
- Asadipus uphill Platnick, 2000 — Queensland
- Asadipus woodleigh Platnick, 2000 — Australia occidentale
- Asadipus yundamindra Platnick, 2000 — Australia occidentale

## Bigenditia
Bigenditia Platnick, 2000
- Bigenditia millawa Platnick, 2000 — Australia orientale
- Bigenditia zuytdorp Platnick, 2000 — Australia occidentale, Australia meridionale

## Centrocalia
Centrocalia Platnick, 2000
- Centrocalia chazeaui Platnick, 2000 — Nuova Caledonia
- Centrocalia lifoui (Berland, 1929) — Nuova Caledonia, Isole della Lealtà
- Centrocalia ningua Platnick, 2000 — Nuova Caledonia

## Centroina
Centroina Platnick, 2002
- Centroina blundells (Platnick, 2000) — Australian Capital Territory
- Centroina bondi (Platnick, 2000) — Australian Capital Territory, Victoria
- Centroina dorrigo (Platnick, 2000) — Nuovo Galles del Sud
- Centroina enfield (Platnick, 2000) — Nuovo Galles del Sud
- Centroina keira (Platnick, 2000) — Nuovo Galles del Sud
- Centroina kota (Platnick, 2000) — Nuovo Galles del Sud
- Centroina lewis (Platnick, 2000) — Queensland
- Centroina macedon (Platnick, 2000) — Nuovo Galles del Sud, Victoria
- Centroina sawpit (Platnick, 2000) — Nuovo Galles del Sud, Victoria
- Centroina sherbrook (Platnick, 2000) — Victoria
- Centroina whian (Platnick, 2000) — Nuovo Galles del Sud

## Centrothele
Centrothele L. Koch, 1873
- Centrothele cardell Platnick, 2000 — Queensland
- Centrothele coalston Platnick, 2000 — Queensland
- Centrothele fisher Platnick, 2000 — Queensland
- Centrothele gordon Platnick, 2000 — Queensland, Nuovo Galles del Sud
- Centrothele kuranda Platnick, 2000 — Queensland
- Centrothele lorata L. Koch, 1873 — Queensland
- Centrothele mossman Platnick, 2000 — Queensland
- Centrothele mutica (Simon, 1897) — Queensland, Nuovo Galles del Sud, Nuova Guinea
- Centrothele nardi Platnick, 2000 — Queensland, Nuovo Galles del Sud
- Centrothele spurgeon Platnick, 2000 — Queensland

## Centsymplia
Centsymplia Platnick, 2000
- Centsymplia glorious Platnick, 2000 — Queensland, Nuovo Galles del Sud

## Graycassis
Graycassis Platnick, 2000
- Graycassis barrington Platnick, 2000 — Nuovo Galles del Sud
- Graycassis boss Platnick, 2000 — Nuovo Galles del Sud
- Graycassis bruxner Platnick, 2000 — Nuovo Galles del Sud
- Graycassis bulga Platnick, 2000 — Nuovo Galles del Sud
- Graycassis chichester Platnick, 2000 — Queensland, Nuovo Galles del Sud
- Graycassis dorrigo Platnick, 2000 — Nuovo Galles del Sud
- Graycassis enfield Platnick, 2000 — Nuovo Galles del Sud
- Graycassis marengo Platnick, 2000 — Nuovo Galles del Sud
- Graycassis scrub Platnick, 2000 — Nuovo Galles del Sud
- Graycassis styx Platnick, 2000 — Nuovo Galles del Sud

## Lampona
Lampona Thorell, 1869
- Lampona airlie Platnick, 2000 — Queensland
- Lampona allyn Platnick, 2000 — Nuovo Galles del Sud
- Lampona ampeinna Platnick, 2000 — Australia occidentale, Australia centrale
- Lampona barrow Platnick, 2000 — Australia occidentale
- Lampona braemar Platnick, 2000 — Australia orientale, Tasmania
- Lampona brevipes L. Koch, 1872 — Australia occidentale
- Lampona bunya Platnick, 2000 — Queensland
- Lampona carlisle Platnick, 2000 — Queensland
- Lampona chalmers Platnick, 2000 — Queensland
- Lampona chinghee Platnick, 2000 — Queensland, Nuovo Galles del Sud
- Lampona cohuna Platnick, 2000 — Australia meridionale, Victoria
- Lampona cudgen Platnick, 2000 — Queensland, Nuovo Galles del Sud, Victoria
- Lampona cumberland Platnick, 2000 — Victoria
- Lampona cylindrata (L. Koch, 1866) — Australia, Tasmania, Nuova Zelanda
- Lampona danggali Platnick, 2000 — Australia centrale e orientale
- Lampona davies Platnick, 2000 — Queensland
- Lampona dwellingup Platnick, 2000 — Australia occidentale
- Lampona eba Platnick, 2000 — Australia meridionale
- Lampona ewens Platnick, 2000 — Australia meridionale, Tasmania
- Lampona fife Platnick, 2000 — Nuovo Galles del Sud, Victoria
- Lampona finke Platnick, 2000 — Territorio del Nord, Australia meridionale
- Lampona finnigan Platnick, 2000 — Queensland
- Lampona flavipes L. Koch, 1872 — Australia centrale e orientale
- Lampona foliifera Simon, 1908 — Australia occidentale, Australia centrale
- Lampona garnet Platnick, 2000 — Queensland
- Lampona gilles Platnick, 2000 — Australia meridionale
- Lampona gosford Platnick, 2000 — Nuovo Galles del Sud, Victoria
- Lampona hickmani Platnick, 2000 — Tasmania
- Lampona hirsti Platnick, 2000 — Australia meridionale
- Lampona kapalga Platnick, 2000 — Territorio del Nord, Queensland
- Lampona kirrama Platnick, 2000 — Queensland
- Lampona lamington Platnick, 2000 — Queensland
- Lampona lomond Platnick, 2000 — Australia sudorientale, Tasmania
- Lampona macilenta L. Koch, 1873 — Australia meridionale
- Lampona mildura Platnick, 2000 — Nuovo Galles del Sud, Victoria
- Lampona molloy Platnick, 2000 — Queensland
- Lampona monteithi Platnick, 2000 — Queensland
- Lampona moorilyanna Platnick, 2000 — Queensland, Australia meridionale
- Lampona murina L. Koch, 1873 — Australia orientale, Nuova Zelanda
- Lampona olga Platnick, 2000 — Territorio del Nord
- Lampona ooldea Platnick, 2000 — Australia meridionale, Victoria
- Lampona papua Platnick, 2000 — Nuova Guinea
- Lampona punctigera Simon, 1908 — Australia meridionale
- Lampona pusilla L. Koch, 1873 — Australia orientale
- Lampona quinqueplagiata Simon, 1908 — Australia occidentale
- Lampona ruida L. Koch, 1873 — Australia orientale, Tasmania
- Lampona russell Platnick, 2000 — Queensland
- Lampona spec Platnick, 2000 — Queensland
- Lampona superbus Platnick, 2000 — Queensland
- Lampona talbingo Platnick, 2000 — Australia sudorientale
- Lampona taroom Platnick, 2000 — Queensland
- Lampona terrors Platnick, 2000 — Queensland
- Lampona torbay Platnick, 2000 — Australia occidentale
- Lampona tulley Platnick, 2000 — Queensland
- Lampona walsh Platnick, 2000 — Australia occidentale
- Lampona whaleback Platnick, 2000 — Australia occidentale
- Lampona yanchep Platnick, 2000 — Australia occidentale

## Lamponata
Lamponata Platnick, 2000
- Lamponata daviesae Platnick, 2000 — Australia

## Lamponega
Lamponega Platnick, 2000
- Lamponega arcoona Platnick, 2000 — Australia meridionale
- Lamponega forceps Platnick, 2000 — Australia occidentale
- Lamponega serpentine Platnick, 2000 — Australia meridionale

## Lamponella
Lamponella Platnick, 2000
- Lamponella ainslie Platnick, 2000 — Australia meridionale, Tasmania
- Lamponella beaury Platnick, 2000 — Queensland, Nuovo Galles del Sud
- Lamponella brookfield Platnick, 2000 — Queensland
- Lamponella homevale Platnick, 2000 — Queensland
- Lamponella kanangra Platnick, 2000 — Nuovo Galles del Sud
- Lamponella kimba Platnick, 2000 — Australia occidentale, Australia meridionale
- Lamponella kroombit Platnick, 2000 — Queensland
- Lamponella taroom Platnick, 2000 — Queensland
- Lamponella wombat Platnick, 2000 — Australian Capital Territory
- Lamponella wyandotte Platnick, 2000 — Queensland

## Lamponicta
Lamponicta Platnick, 2000
- Lamponicta cobon Platnick, 2000 — Nuovo Galles del Sud, Victoria

## Lamponina
Lamponina Strand, 1913
- Lamponina asperrima (Hickman, 1950) — Australia meridionale
- Lamponina elongata Platnick, 2000 — Australia meridionale
- Lamponina isa Platnick, 2000 — Territorio del Nord, Queensland
- Lamponina kakadu Platnick, 2000 — Territorio del Nord
- Lamponina loftia Platnick, 2000 — Australia meridionale, Victoria
- Lamponina scutata (Strand, 1913) — Australia

## Lamponoides
Lamponoides Platnick, 2000
- Lamponoides coottha Platnick, 2000 — Queensland, Nuovo Galles del Sud

## Lamponova
Lamponova Platnick, 2000
- Lamponova wau Platnick, 2000 — Nuova Guinea, Nuovo Galles del Sud, Victoria

## Lamponusa
Lamponusa Platnick, 2000
- Lamponusa gleneagle Platnick, 2000 — Australia occidentale

## Longepi
Longepi Platnick, 2000
- Longepi barmah Platnick, 2000 — Australia orientale
- Longepi bondi Platnick, 2000 — Nuovo Galles del Sud, Victoria
- Longepi boyd Platnick, 2000 — Nuovo Galles del Sud, Australian Capital Territory
- Longepi canungra Platnick, 2000 — Queensland
- Longepi cobon Platnick, 2000 — Victoria
- Longepi durin Platnick, 2000 — Australia occidentale
- Longepi tarra Platnick, 2000 — Victoria
- Longepi woodman Platnick, 2000 — Australia meridionale

## Notsodipus
Notsodipus Platnick, 2000
- Notsodipus barlee Platnick, 2000 — Australia occidentale
- Notsodipus bidgemia Platnick, 2000 — Australia occidentale
- Notsodipus blackall Platnick, 2000 — Queensland
- Notsodipus broadwater Platnick, 2000 — Queensland
- Notsodipus capensis Platnick, 2000 — Australia occidentale
- Notsodipus dalby Platnick, 2000 — Australia orientale
- Notsodipus domain Platnick, 2000 — Australia meridionale, Tasmania
- Notsodipus innot Platnick, 2000 — Queensland
- Notsodipus keilira Platnick, 2000 — Australia meridionale, Victoria
- Notsodipus limnaei Platnick & Dupérré, 2008 — Australia occidentale
- Notsodipus magdala Platnick, 2000 — Territorio del Nord
- Notsodipus marun Platnick, 2000 — Australia occidentale, Territorio del Nord, Queensland
- Notsodipus meedo Platnick, 2000 — Australia occidentale
- Notsodipus muckera Platnick, 2000 — Australia meridionale
- Notsodipus quobba Platnick, 2000 — Australia occidentale
- Notsodipus renmark Platnick, 2000 — Australia meridionale, Victoria
- Notsodipus upstart Platnick, 2000 — Queensland
- Notsodipus visio Platnick, 2000 — Australia occidentale, Australia meridionale

## Paralampona
Paralampona Platnick, 2000
- Paralampona aurumagua Platnick, 2000 — Queensland
- Paralampona cobon Platnick, 2000 — Victoria
- Paralampona domain Platnick, 2000 — Australia sudorientale, Tasmania
- Paralampona kiola Platnick, 2000 — Nuovo Galles del Sud, Australian Capital Territory
- Paralampona marangaroo Platnick, 2000 — Australia occidentale
- Paralampona renmark Platnick, 2000 — Australia meridionale, Nuovo Galles del Sud
- Paralampona sherlock Platnick, 2000 — Australia sudorientale
- Paralampona wogwog Platnick, 2000 — Nuovo Galles del Sud

## Platylampona
Platylampona Platnick, 2004
- Platylampona mazeppa Platnick, 2004 — Queensland, Nuovo Galles del Sud

## Prionosternum
Prionosternum Dunn, 1951
- Prionosternum nitidiceps (Simon, 1909) — Australia meridionale, Tasmania
- Prionosternum porongurup Platnick, 2000 — Australia occidentale
- Prionosternum scutatum Dunn, 1951 — Australia occidentale

## Pseudolampona
Pseudolampona Platnick, 2000
- Pseudolampona binnowee Platnick, 2000 — Nuovo Galles del Sud
- Pseudolampona boree Platnick, 2000 — Australia occidentale
- Pseudolampona emmett Platnick, 2000 — Queensland
- Pseudolampona glenmore Platnick, 2000 — Queensland
- Pseudolampona jarrahdale Platnick, 2000 — Australia occidentale
- Pseudolampona kroombit Platnick, 2000 — Queensland
- Pseudolampona marun Platnick, 2000 — Australia occidentale
- Pseudolampona spurgeon Platnick, 2000 — Queensland
- Pseudolampona taroom Platnick, 2000 — Queensland, Nuovo Galles del Sud
- Pseudolampona warrandyte Platnick, 2000 — Australia sudorientale
- Pseudolampona woodman Platnick, 2000 - Australia occidentale
- Pseudolampona wyandotte Platnick, 2000 — Queensland

## Queenvic
Queenvic Platnick, 2000
- Queenvic goanna Platnick, 2000 — Queensland, Nuovo Galles del Sud
- Queenvic kelty Platnick, 2000 — Australia meridionale, Victoria
- Queenvic mackay Platnick, 2000 — Australia orientale
- Queenvic piccadilly Platnick, 2000 — Australia sudorientale